# Крушение на станции Дровнино
Крушение на станции Дровнино (ныне остановочный пункт) - Крупная железнодорожная катастрофа, произошедшая 6 августа 1952 года в 1:30 ночи на Западной железной дороге в Можайском районе Московской области, когда шедший на большой скорости паровоз Л-0438 с  грузопассажирским поездом №751 при плохой видимости (погасшем прожекторе) столкнулся с лошадью, что повлекло сход поезда с рельсов и разрушение части вагонов. Всего в крушении погибли 109 человек, в основном молодые курсанты военного училища.

## Хронология событий
Грузопассажирский поезд № 751 был сформирован на станции Москва-Товарная Западной железной дороги в строгом соблюдении действовавших Правил технической эксплуатации и правил воинских перевозок с учётом прикрытия людских вагонов от грузовых.
Поезд вёл паровоз Л-0438 под управлением локомотивной бригады из депо Вязьма в составе машиниста Александра Коспаровича и помощника машиниста Григория Строкалова, в сопровождении машиниста-инструктора Вяземского резерва Сергея Иотчика.
Схема состава: 1 четырёхосный пассажирский вагон, далее четырёхосный крытый людской, затем 28 двухосных крытых людских вагонов (из НТВ), за ними вагон-ледник, следом 19 двухосных крытых людских вагонов, затем 18 вагонов с углём. Всего состав состоял из 68 вагонов общим весом 980 тонн. Первые два вагона соединялись между собой автосцепкой СА-3, все последующие винтовой упряжью. Тормозное нажатие поезда при потребности 194 т. составляло 318 т., то есть завышено на 64 %.
Столкновение паровоза Л-0438, следовавшего с грузопассажирским поездом №751 с лошадью, ушедшей ночью с пастбища, произошло на скорости 50 км/ч из-за ухудшения видимости пути, вызванного погасшим незадолго до этого прожектором, однако машинист Александр Коспарович принял решение продолжать следование. В результате столкновения кости сбитого животного попали в стрелку и привели к сходу паровоза Л-0438 с рельс и последующей резкой остановке поезда. Распределение легких вагонов-теплушек между тяжелыми грузовыми вагонами привело к сминанию людских вагонов (т.н. телескопированию) и образованию двух нагромождений — в голове и хвосте поезда. Платформы вагонов, ломая тонкие деревянные конструкции, наносили повреждения всем находящимся в теплушках пассажирам, что привело в итоге к значительным жертвам.
Погибшие были похоронены в двух километрах от места крушения на Дровнинском кладбище. В 2012 году ветхие надгробия были заменены, однако 16 могил до сих пор безымянные, а на других данные о погибших указаны лишь частично.

## Судебный процесс
К ответственности были привлечены:
- Варызгин, начальник Можайской дистанции пути;
- Зеленов, дорожный мастер 4-го околотка «за плохую охрану пути и невнимание к нарушениям порядка выпаса скота в полосе отвода»;
- Ковальков, председатель колхоза им. Свердлова.

## Похожие происшествия
• Крушение поезда под Волгоградом
• Крушение под Белоостровом